# Filipijnse verkiezingen 2016
De Filipijnse verkiezingen van 2016 vonden plaats op 9 mei 2016. Er werden op deze dag in de Filipijnen zowel op landelijke als op lokaal niveau verkiezingen gehouden. Landelijk werd gestemd voor de nieuwe president en vicepresident, alle afgevaardigden van het Huis van Afgevaardigden en de helft van de senatoren in de Senaat. Op lokaal niveau werden verkiezingen gehouden voor de functies van gouverneurs, vicegouverneurs en provinciebestuur op provinciaal niveau, voor burgemeesters, viceburgemeesters en stadsbesturen of gemeenteraden op stedelijk of gemeentelijk niveau. In totaal konden de ruim 50 miljoen (*nog updaten*) geregistreerde stemgerechtigde Filipino's kiezen uit tienduizenden kandidaten voor 18.083 beschikbare posities. Verantwoordelijk voor de uitvoering van de verkiezingen is het onafhankelijke kiesorgaan COMELEC onder leiding van commissaris Andres Bautista.

## Nationale verkiezingen
De Filipijnse stemgerechtigden konden op 9 mei op nationaal niveau een nieuwe president, vicepresident en twaalf nieuwe senatoren kiezen. Bij de verkiezingen voor president en vicepresident worden alle uitbrachte stemmen van alle kiesdistricten bij elkaar opgeteld. De kandidaat met de meeste geldige stemmen wint. Bij de verkiezingen voor de Filipijnse Senaat worden ook alle per kandidaat uitgebrachte stemmen in alle kiesdistricten bij elkaar opgeteld. De twaalf kandidaten met de meeste stemmen winnen vervolgens een zetel in de senaat.

### President

#### Kandidaten

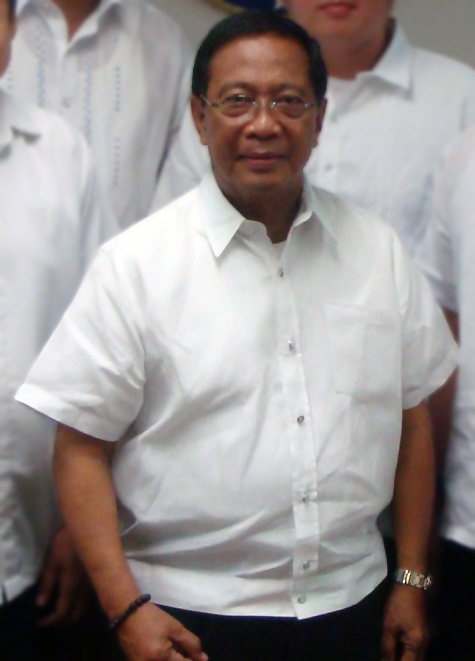
Jejomar Binay
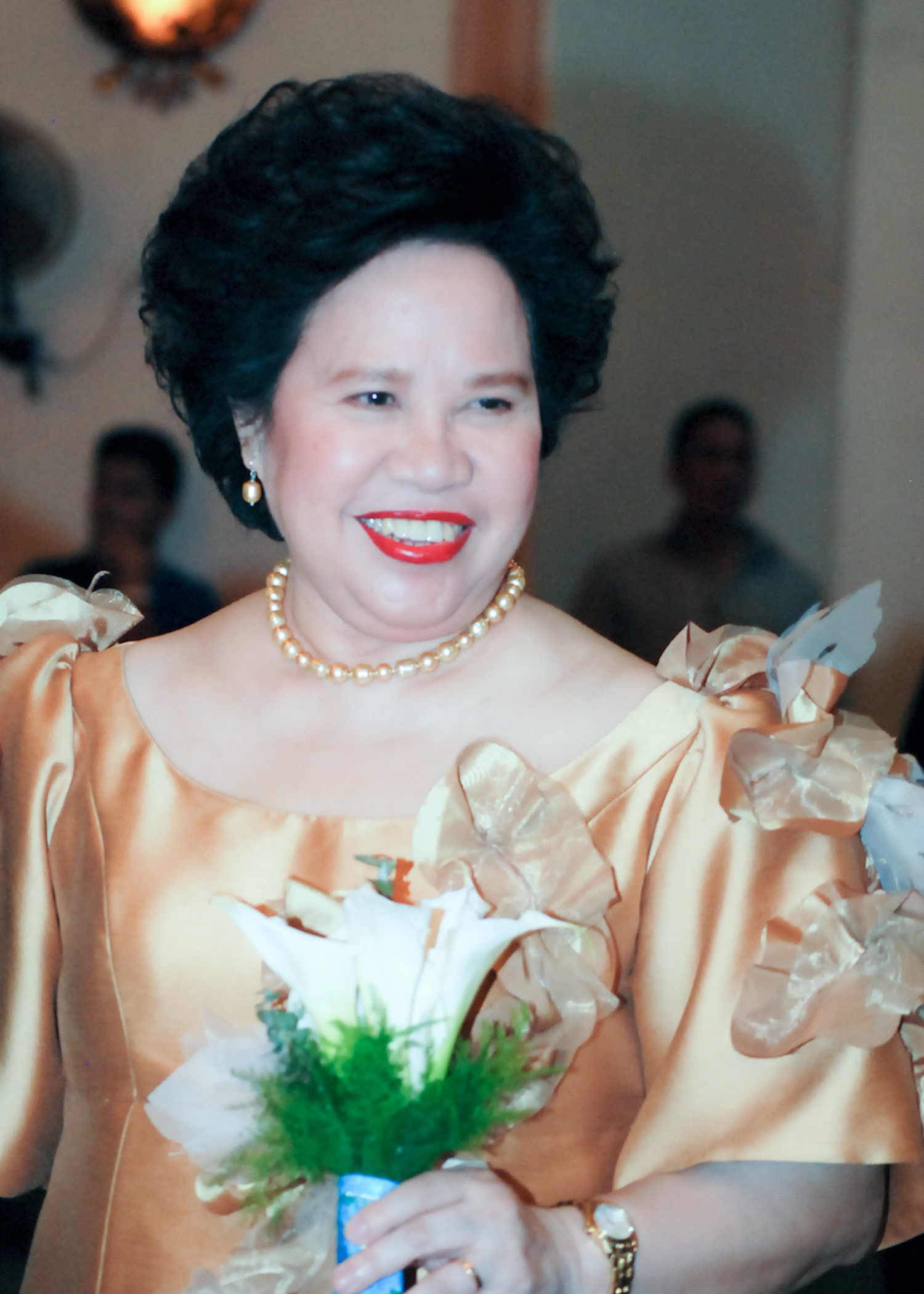
Miriam Defensor-Santiago
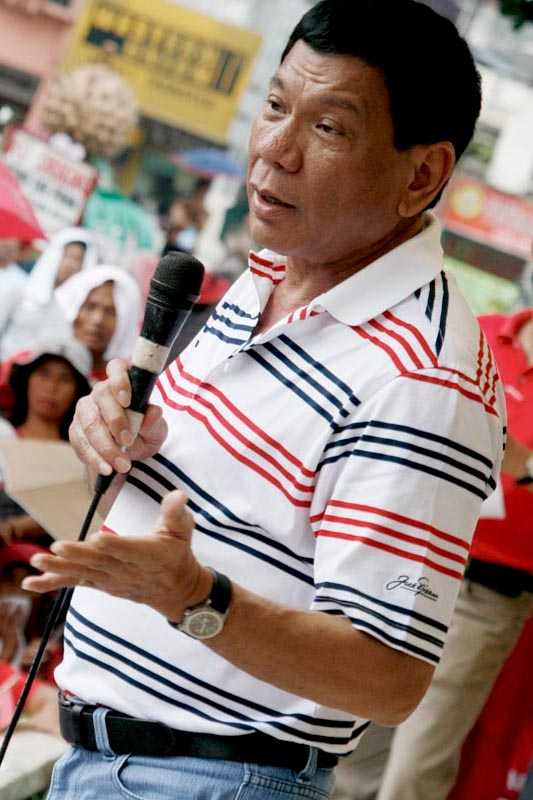
Rodrigo Duterte
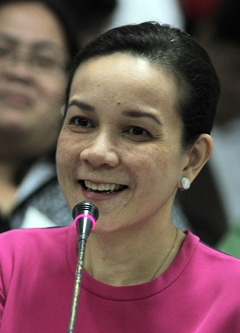
Grace Poe
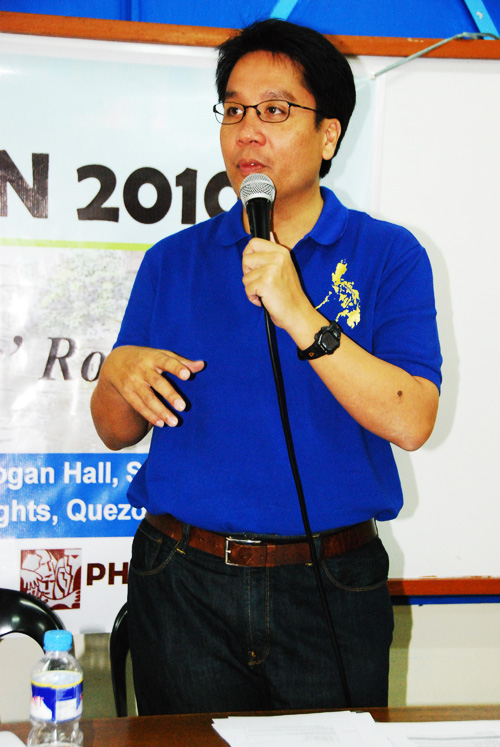
Mar Roxas

Voor de presidentsverkiezingen schreven zich 130 kandidaten in. Na beoordeling door de kiescommissie COMELEC vielen de meeste kandidaten af vanwege het feit dat vooraf al duidelijk was dat ze geen kans zouden maken of omdat ze onvoldoende middelen hadden om deel te nemen aan de strijd. Ook kwam er nog een kandidaat bij, toen burgemeester Rodrigo Duterte werd toegelaten als vervangende kandidaat namens PDP-Laban. Hierdoor leek het er in eerste instantie op dat de kandidatenlijst voor het presidentschap zou bestaan uit acht kandidaten. Omdat Dante Valencia uiteindelijk door de COMELEC toch werd beoordeeld als nuisance candidate en Romel Mendoza zijn kandidatuur op het laatste moment introk bleven er uiteindelijk zes kandidaten over op de definitieve kieslijst. Ook kandidaat Roy Señeres probeerde zijn kandidatuur vlak voor de deadline in te trekken. Hij was wegens ziekte echter niet in staat om dit in persoon te doen en bleef op het stembiljet. Kort na de deadline overleed Señeres.
De vier kandidaten die volgens de vele peilingen voorafgaand aan de verkiezingen het meeste kans leken te maken waren senator Grace Poe, vicepresident Jejomar Binay, burgemeester Rodrigo Duterte en voormalig minister van binnenlandse zaken Mar Roxas. Senator Miriam Defensor-Santiago leek afgaande op al deze peilingen weinig kans te maken. 
Jejomar Binay (United Nationalist Alliance)
Zittend vicepresident Jejomar Binay is de oudste van de vijf kandidaten voor het presidentschap. Op het moment van de verkiezingen is Binay 73 jaar oud. Binay kondigde reeds in 2008 aan dat hij zich wilde kandideren voor de presidentsverkiezingen. Uiteindelijk maakte hij bij de verkiezingen van 2010 plaats voor Joseph Estrada. Estrada verloor deze verkiezingen van Benigno Aquino III, maar Binay won de verkiezingen voor het vicepresidentschap. Al in 2011 kondigde hij aan dat hij van plan was om aan het einde van zijn termijn als vicepresident een gooi te doen naar het presidentschap. 
Binay was jarenlang burgemeester van de stad Makati. In deze periode ontwikkelde de voorstad van Manilla zich tot het belangrijkste zakencentrum van de Filipijnen. Gedurende de regeerperiode van Ferdinand Marcos was Binay bovendien actief als mensenrechtenadvocaat. In de jaren voorafgaand aan de verkiezingen van 2016 raakte hij echter in opspraak wegens corruptie-aantijgingen.
Miriam Defensor-Santiago (People's Reform Party)
De 70-jarige senator Miriam Defensor-Santiago doet voor de derde keer mee aan de presidentsverkiezingen. In 1992 verloor ze tijdens de controversiële verkiezingen van 1992 van Fidel Ramos. Ze eindigde bij de verkiezingen met een geringe marge als tweede en is er zelf van overtuigd dat ze door fraude heeft verloren. Halverwege haar eerste termijn in de Senaat deed ze bij de verkiezingen van 1998 opnieuw een gooi naar het presidentschap. Ditmaal eindigde ze met 1,3% van de stemmen echter kansloos op de zevende plek. In 2004 en in 2010 werd ze herkozen in de Senaat. Van Defensor-Santiago is bekend dat ze een gezondheidsprobleem heeft. Zo moest ze zich door haar slechte gezondheid in 2012 terugtrekken voor een positie als rechter van het Internationaal Strafhof in Den Haag. Nadien werd ze behandeld voor longkanker. Tijdens haar behandeling in 2014 verkondigde ze al dat ze "het door haar in 1992 gewonnen presidentschap" wilde claimen door zich opnieuw kandidaat te stellen voor het presidentschap als haar behandeling succesvol zou zijn. Tijdens de lancering van haar boek stupid is forever op 13 oktober 2015 voegde ze daad bij woord.
Rodrigo Duterte (PDP-Laban)
De 70-jarige Duterte is burgemeester van de zuidelijke Filipijnse stad Davao City. Hoewel hij in de jaren voorafgaand aan de verkiezing koketteerde met een kandidaatstelling kondigde hij in 2015 definitief aan zich niet kandidaat te stellen voor het presidentschap. In plaats daarvan liet hij zich opnieuw registreren als kandidaat voor de burgemeestersverkiezingen van Davao City. Op 21 november kondigde Duterte aan dat hij, ondanks het feit dat de sluitingsdatum voor registratie voor de verkiezingen al gepasseerd was, toch mee wilde doen aan de presidentsverkiezingen. 
Grace Poe (Onafhankelijke kandidaat)
Nadat ze in eerste instantie wat terughoudend was om toe te geven aan de roep om zich kandiaat te stellen, maakte Senator Grace Poe half september 2015 bekend als onafhankelijke kandidaat deel te nemen aan de verkiezingen. Bij de senaatsverkiezingen van 2013 behaalde ze de meeste stemmen van alle kandidaten en daarmee leek ze vooraf een van de grote kanshebbers voor het presidensschap. Ze kwam echter al snel onder vuur te liggen vanuit UNA de partij van kandidaat Jejomar Binay, die verklaarde dat ze gediskwalificeerd zou moeten worden omdat ze nog geen tien jaar in de Filipijnen woonachtig zou zijn. Poe reageerde daarop dat ze, in tegenstelling tot wat ze op haar COC in 2013 had ingevuld al eerder in de Filipijnen woonde. Ook merkte ze op dat de beschuldigingen vanuit de UNA volgde nadat zij hen van corrptie had beschuldigd. In december van 2015 werd ze daarwekelijk gedisqualificeerd door COMELEC. Poe ging echter in hoger beroep en in maart 2015 verwierp het Filipijns hooggerechtshof de diskwalificatie.
Mar Roxas (Liberal Party)
De presidentskandidaat voor de Liberal Party is Mar Roxas. Hij is een kleinzoon van voormalig Filipijns president Manuel Roxas. Oorspronkelijk zou Roxas reeds in 2010 namens de Liberal Party meedoen aan de presidentiële verkiezingen. Op het laatste moment deed hij echter een stapje terug toen in de peilingen bleek dat Benigno Aquino III een veel grotere kans op succes zou hebben bij deze verkiezingen. Roxas stelde zich kandidaat voor de vicepresidentsverkiezingen, maar verloor deze van Jejomar Binay. Uiteindelijk werd hij benoemd tot minister van binnenlandse zaken in het kabinet van president Aquino.

#### Peilingen
Hoewel de kandidaten voor de presidentsverkiezingen zich pas in oktober 2015 kunnen registreren worden reeds enkele jaren voor de verkiezingen door diverse instanties populariteitspeilingen uitgevoerd. De grafiek hieronder presenteert de resultaten van de vier meest genoemde kandidaten in onderzoeken van de Social Weather Stations. Bij deze peilingen konden de ondervraagden telkens drie kandidaten noemen.
Noot:
- De ondervraagden mochten drie namen noemen, waardoor het totaal per peiling boven de 100% kan uitkomen.

#### Resultaten presidentsverkiezingen
Het tellen van de stemmen door het Filipijns Congres resulteerde in de volgende uitslag:
| Presidentsverkiezingen 2016 | Presidentsverkiezingen 2016 | Presidentsverkiezingen 2016 | Presidentsverkiezingen 2016 | Presidentsverkiezingen 2016 | Presidentsverkiezingen 2016 |
| #                           | Kandidaat                   | Partij                      | Partij                      | Resultaten                  | Resultaten                  |
| #                           | Kandidaat                   | Partij                      | Partij                      | Stemmen                     | %                           |
| --------------------------- | --------------------------- | --------------------------- | --------------------------- | --------------------------- | --------------------------- |
| 1.                          | Rodrigo Duterte             |                             | PDPLBN                      | 16.601.997                  | 39,01%                      |
| 2.                          | Mar Roxas                   |                             | Liberal                     | 9.978.175                   | 23,45%                      |
| 3.                          | Grace Poe                   |                             | Onafhankelijk               | 9.100.991                   | 21,39%                      |
| 4.                          | Jejomar Binay               |                             | UNA                         | 5.416.140                   | 12,73%                      |
| 5.                          | Miriam Defensor Santiago    |                             | PRP                         | 1.455.532                   | 3,42%                       |
| -                           | Roy Señeres                 |                             | WPPPMM                      | 25.779                      | 0,06%                       |
| Aantal stemmen              |                             |                             |                             |                             |                             |
| Registreerde stemmers       | Registreerde stemmers       | Registreerde stemmers       | Registreerde stemmers       |                             | 100,00%                     |

### Vicepresident

#### Kandidaten

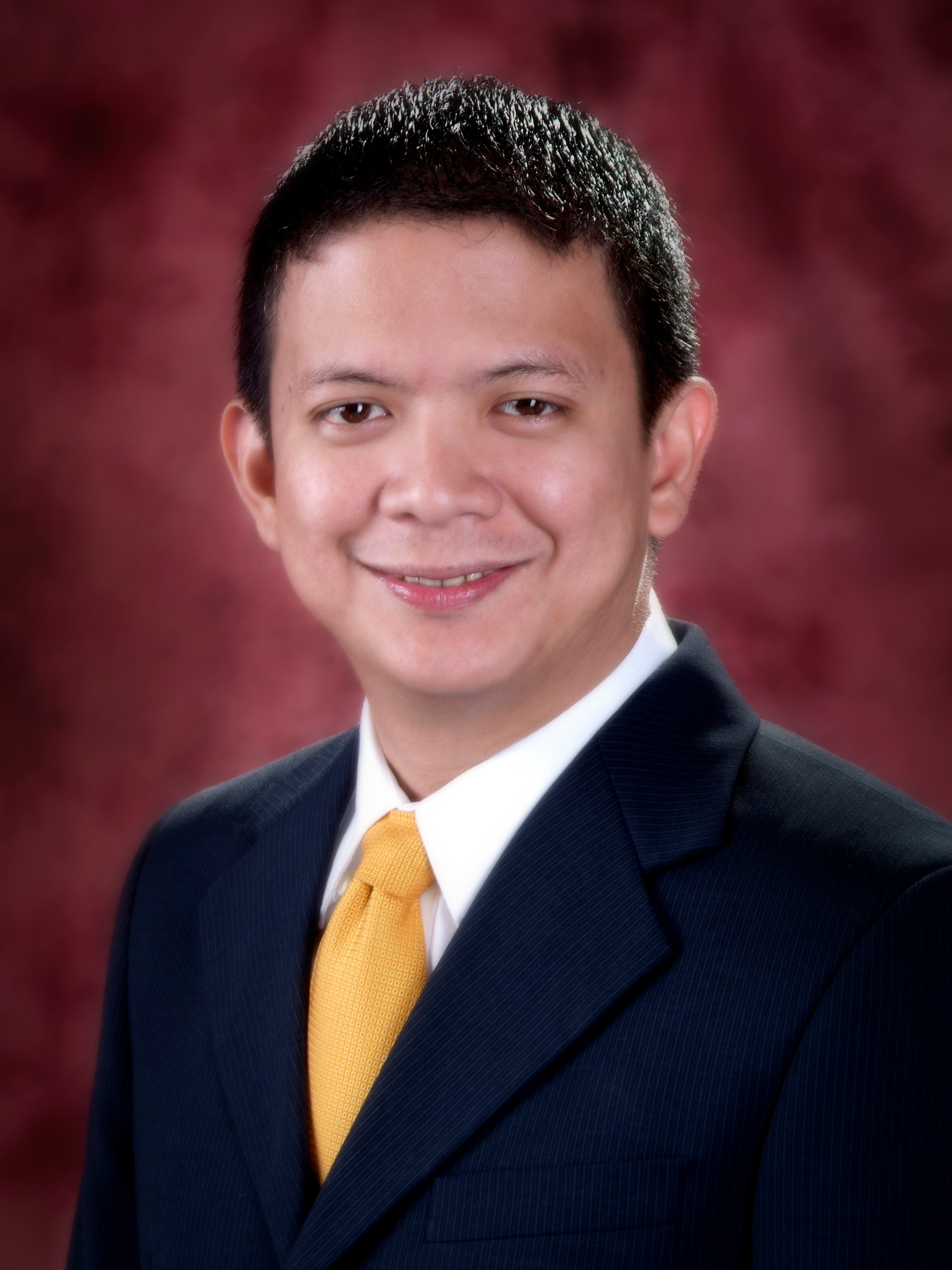
Francis Escudero
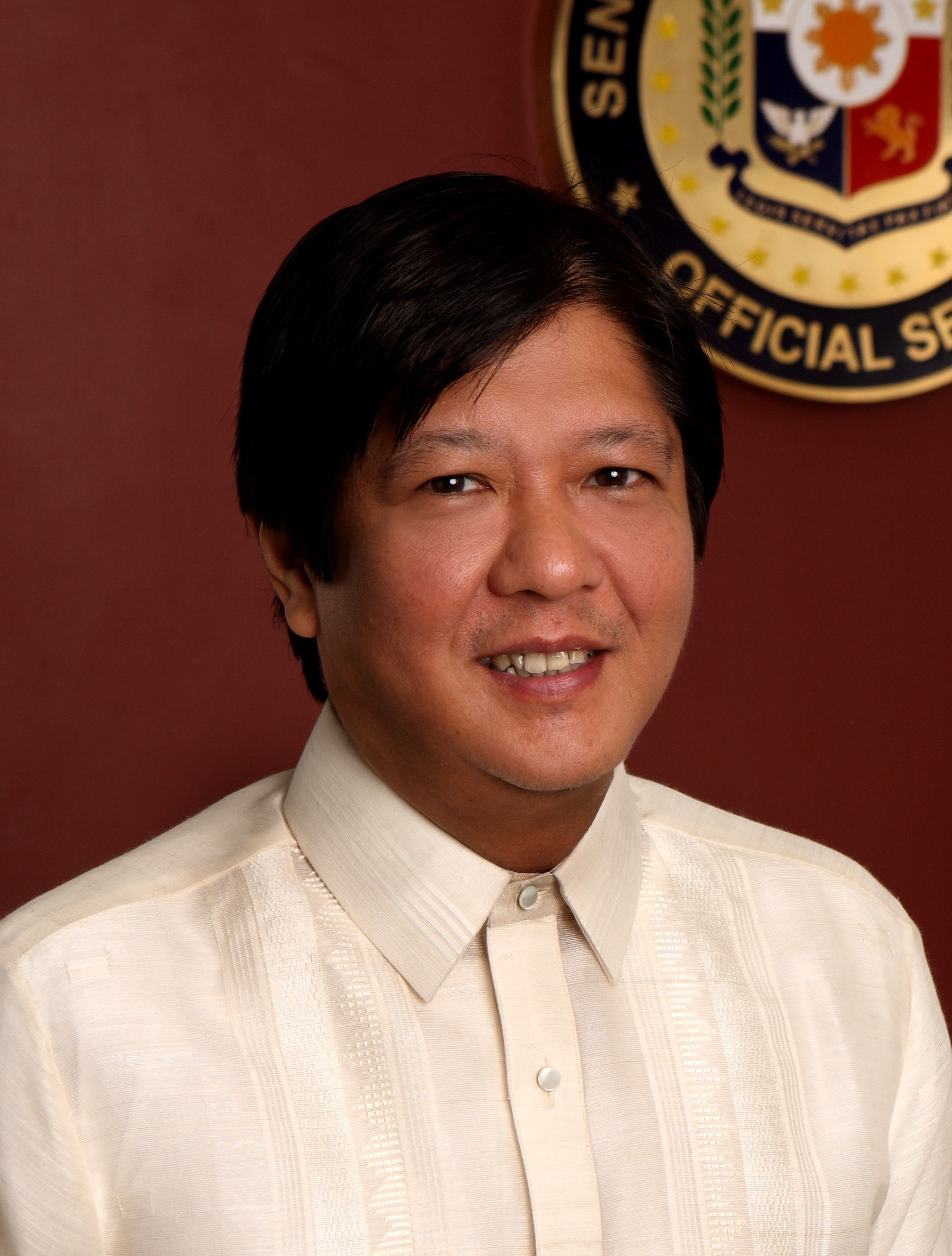
Ferdinand Marcos jr.
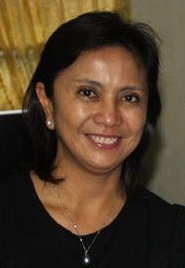
Leni Robredo
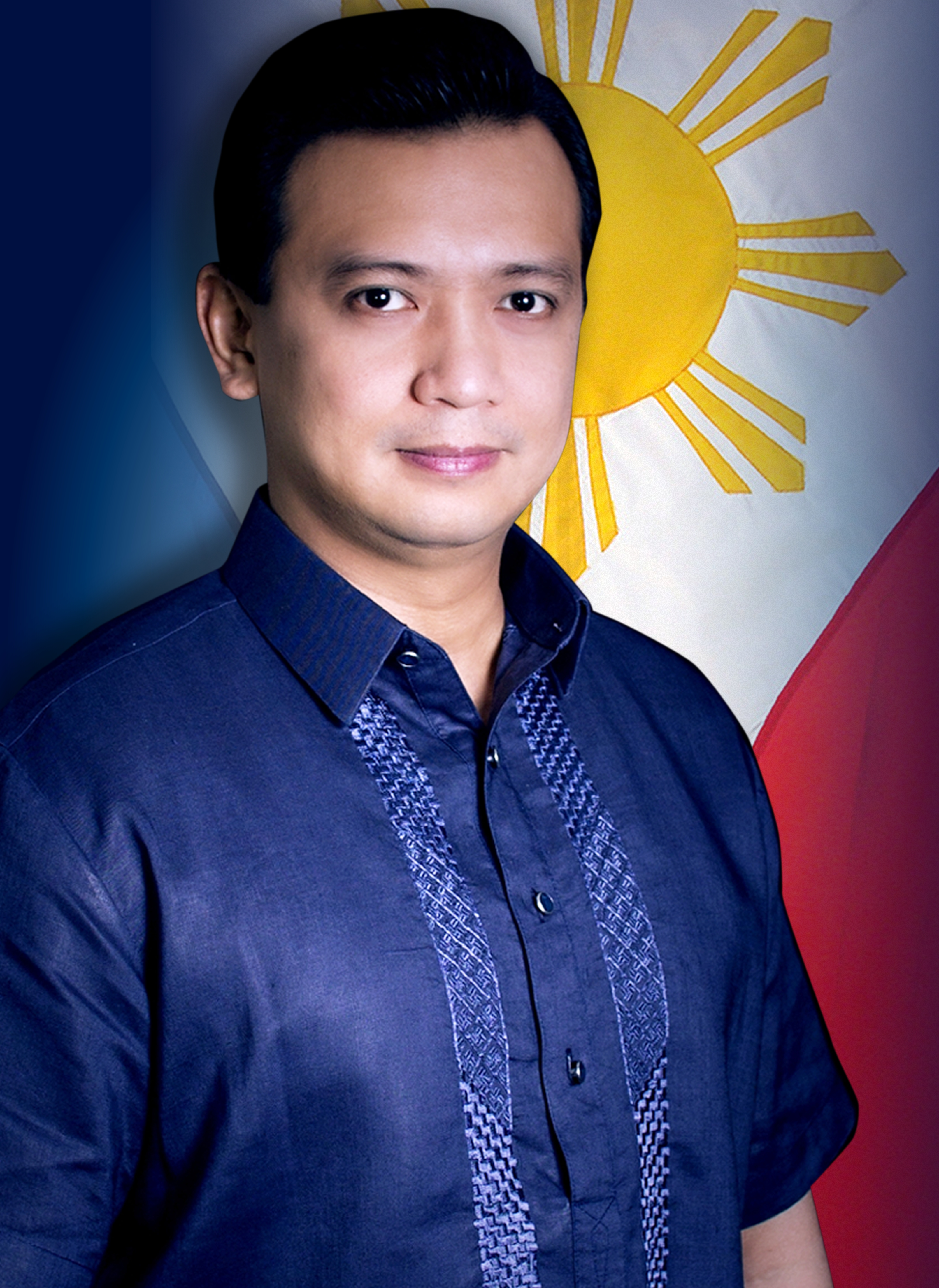
Antonio Trillanes IV

Hoewel de kandidaten voor het vicepresidentschap zich meestal als running mate van een van de presidentskandidaten presenteren en gezamenlijk campagne voeren, worden voor de twee functies onafhankelijke verkiezingen georganiseerd. De winnaar van de vicepresidentsverkiezingen hoeft dus niet de running mate van de winnaar van de presidentsverkiezingen te zijn. De laatste keer dat dit gebeurde was bij de verkiezingen van 1992 toen Fidel Ramos en Joseph Estrada werd gekozen als respectievelijk president en vicepresident. Na beoordeling door de kiescommissie zijn voor de vicepresidentsverkiezingen zes kandidaten overgebleven. Volgens de opiniepeilingen voorafgaand aan de verkiezingen waren de grootste kanshebbers om tot vicepresident gekozen te worden: Francis Escudero, Alan Peter Cayetano, Ferdinand Marcos jr. en Leni Robredo. De senatoren Antonio Trillanes en Gregorio Honasan leken, afgaande op de peilingen weinig kans te maken.

#### Resultaten Vicepresidentsverkiezingen
Het tellen van de stemmen door het Filipijns Congres resulteerde in de volgende uitslag:
Het tellen van de stemmen door het Filipijns Congres resulteerde in de volgende uitslag:
| Vicepresidentsverkiezingen 2016 | Vicepresidentsverkiezingen 2016 | Vicepresidentsverkiezingen 2016 | Vicepresidentsverkiezingen 2016 | Vicepresidentsverkiezingen 2016 | Vicepresidentsverkiezingen 2016 |
| #                               | Kandidaat                       | Partij                          | Partij                          | Resultaten                      | Resultaten                      |
| #                               | Kandidaat                       | Partij                          | Partij                          | Stemmen                         | %                               |
| ------------------------------- | ------------------------------- | ------------------------------- | ------------------------------- | ------------------------------- | ------------------------------- |
| 1.                              | Leni Robredo                    |                                 | Liberal                         | 14.418.817                      | 35,11%                          |
| 2.                              | Ferdinand Marcos jr.            |                                 | Onafhankelijk                   | 14.155.344                      | 34,38%                          |
| 3.                              | Alan Peter Cayetano             |                                 | Onafhankelijk                   | 5.903.379                       | 14,38                           |
| 4.                              | Francis Escudero                |                                 | Onafhankelijk                   | 4.931.962                       | 12,01%                          |
| 5.                              | Antonio Trillanes IV            |                                 | Onafhankelijk                   | 868.501                         | 2,11%                           |
| 6.                              | Gregorio Honasan                |                                 | UNA                             | 788.881                         | 1,92%                           |
| Aantal stemmen                  | Aantal stemmen                  | Aantal stemmen                  | Aantal stemmen                  | 41.066.884                      |                                 |
| Registreerde stemmers           | Registreerde stemmers           | Registreerde stemmers           | Registreerde stemmers           | 55.739.911                      | 100,00%                         |

### Senaat
Elke drie jaar loopt de termijn van twaalf van de 24 senatoren af. Van de twaalf senatoren, van wie de zesjarige termijn in 2016 eindigde, konden er zes niet herkozen worden omdat ze reeds de maximale twee opeenvolgende termijnen in de Senaat gediend hebben. Dit zijn Pia Cayetano, Miriam Defensor-Santiago, Juan Ponce Enrile, Jinggoy Estrada, Lito Lapid en Ramon Revilla jr.. Defensor-Santiago deed zonder succes mee aan de presidentsverkiezingen en Cayetano was een succesvolle kandidaat voor een zetel in het Huis van Afgevaardigden. De overige vier hebben zich niet voor andere politieke posities gekandideerd. Van de senatoren waarvan hun eerste termijn afloopt hadden er zich vijf opnieuw voor een Senaatszetel gekandideerd. De senatoren Franklin Drilon, Ralph Recto en Vicente Sotto III werden herkozen. Teofisto Guingona III, Sergio Osmeña III eindigen buiten de top 12 en werden dus niet herkozen. Senator Ferdinand Marcos jr. deed mee aan de vicepresidentsverkiezingen. Naast de genoemde winnaars zijn ook de voormalige senatoren Panfilo Lacson, Juan Miguel Zubiri, Francis Pangilinan en Dick Gordon, voormalig minister van justitie Leila de Lima, boksheld Manny Pacquiao, activiste Risa Hontiveros en voormalige afgevaardigden Sherwin Gatchalian en Joel Villanueva gekozen in de Senaat. De hoge positie van de laatstgenoemde week sterk af van de peilingen voorafgaand aan de verkiezingen.

#### Resultaten senaatsverkiezingen
| Senaatsverkiezingen 2016 | Senaatsverkiezingen 2016 | Senaatsverkiezingen 2016 | Senaatsverkiezingen 2016 | Senaatsverkiezingen 2016 | Senaatsverkiezingen 2016 |
| #                        | Kandidaat                | Partij                   | Partij                   | Resultaten               | Resultaten               |
| #                        | Kandidaat                | Partij                   | Partij                   | Stemmen                  | %                        |
| ------------------------ | ------------------------ | ------------------------ | ------------------------ | ------------------------ | ------------------------ |
| 1.                       | Franklin Drilon          |                          | Liberal                  | 18.607.391               | 41,52%                   |
| 2.                       | Joel Villanueva          |                          | Liberal                  | 18.459.222               | 41,39%                   |
| 3.                       | Tito Sotto               |                          | NPC                      | 17.200.371               | 38,51%                   |
| 4.                       | Panfilo Lacson           |                          | onafhankelijk            | 16.926.152               | 37,82%                   |
| 5.                       | Dick Gordon              |                          | onafhankelijk            | 16.719.322               | 37,28%                   |
| 6.                       | Juan Miguel Zubiri       |                          | onafhankelijk            | 16.119.165               | 35,87%                   |
| 7.                       | Manny Pacquiao           |                          | UNA                      | 16.050.546               | 35,67%                   |
| 9.                       | Francis Pangilinan       |                          | Liberal                  | 15.955.949               | 35,56%                   |
| 8.                       | Risa Hontiveros          |                          | Akbayan                  | 15.915.213               | 35,53%                   |
| 10.                      | Sherwin Gatchalian       |                          | NPC                      | 14.953.768               | 33,58%                   |
| 11.                      | Ralph Recto              |                          | Liberal                  | 14.271.868               | 31,79%                   |
| 12.                      | Leila de Lima            |                          | Liberal                  | 14.144.070               | 31,55%                   |
| 13.                      | Francis Tolentino        |                          | onafhankelijk            | 12.811.098               | 28,64%                   |
| 14.                      | Sergio Osmeña III        |                          | onafhankelijk            | 12.670.615               | 28,20%                   |
| 15.                      | Martin Romualdez         |                          | Lakas                    | 12.325.824               | 27,60%                   |
| 16.                      | Isko Moreno              |                          | PMP                      | 11.126.944               | 24,95                    |
| 17.                      | Teofisto Guingona III    |                          | Liberal                  | 10.331.157               | 22,92                    |
| 18.                      | Jericho Petilla          |                          | Liberal                  | 7.046.580                | 15,77%                   |
| 19.                      | Mark Lapid               |                          | Aksyon                   | 6.594.190                | 14,71%                   |
| 20.                      | Neri Colmenares          |                          | Makabayan                | 6.484.985                | 14,48%                   |
| 21.                      | Edu Manzano              |                          | onafhankelijk            | 5.269.539                | 11,69%                   |
| 22.                      | Roman Romulo             |                          | onafhankelijk            | 4.824.484                | 10,79%                   |
| 23.                      | Susan Ople               |                          | Nacionalista             | 2.775.191                | 6,07%                    |
| 24.                      | Alma Moreno              |                          | UNA                      | 2.432.224                | 5,42%                    |
| 25.                      | Greco Belgica            |                          | onafhankelijk            | 2.100.985                | 4,62%                    |
| 26.                      | Rafael Alunan            |                          | onafhankelijk            | 2.032.362                | 4,45%                    |
| 27.                      | Larry Gadon              |                          | KBL                      | 1.971.327                | 4,40%                    |
| 28.                      | Rey Langit               |                          | UNA                      | 1.857.630                | 4,12%                    |
| 29.                      | Lorna Kapunan            |                          | Aksyon                   | 1.838.978                | 4,03%                    |
| 30.                      | Dionisio Santiago        |                          | onafhankelijk            | 1.828.305                | 4,02%                    |
| 31.                      | Samuel Pagdilao          |                          | onafhankelijk            | 1.755.949                | 3,91%                    |
| 32.                      | Melchor Chavez           |                          | PMM                      | 1.736.822                | 3,85%                    |
| 33.                      | Getulio Napeñas          |                          | UNA                      | 1.719.576                | 3,82%                    |
| 34.                      | Ina Ambolodto            |                          | Liberal                  | 1.696.558                | 3,62%                    |
| 35.                      | Allan Montaño            |                          | UNA                      | 1.605.073                | 3,56%                    |
| 36.                      | Walden Bello             |                          | onafhankelijk            | 1.091.194                | 2,41%                    |
| 37.                      | Jacel Kiram              |                          | UNA                      | 995.673                  | 2,12%                    |
| 38.                      | Shariff Albani           |                          | onafhankelijk            | 905.610                  | 1,94%                    |
| 39.                      | Jovito Palparan          |                          | onafhankelijk            | 855.297                  | 1,87%                    |
| 40.                      | Cresente Paez            |                          | onafhankelijk            | 808.623                  | 1,80%                    |
| 41.                      | Sandra Cam               |                          | PMP                      | 805.756                  | 1,77%                    |
| 42.                      | Dante Liban              |                          | onafhankelijk            | 782.249                  | 1,72%                    |
| 43.                      | Ramon Montaño            |                          | onafhankelijk            | 759.263                  | 1,68%                    |
| 45.                      | Aldin Ali                |                          | PMM                      | 733.838                  | 1,60%                    |
| 44.                      | Romeo Maganto            |                          | Lakas                    | 731.021                  | 1,56%                    |
| 46.                      | Gofredo Arquiza          |                          | onafhankelijk            | 680.550                  | 1,50%                    |
| 47.                      | Levito Baligod           |                          | onafhankelijk            | 596.583                  | 1,31%                    |
| 48.                      | Diosdado Valeroso        |                          | onafhankelijk            | 527.146                  | 1,16%                    |
| 49.                      | Ray Dorona               |                          | onafhankelijk            | 495.191                  | 1,09%                    |
| 50.                      | Eid Kabalu               |                          | onafhankelijk            | 379.846                  | 0,81%                    |
| Totaal aantal stemmen    | Totaal aantal stemmen    | Totaal aantal stemmen    | Totaal aantal stemmen    | 319.308.507              | n.v.t.                   |
| stemmers/opkomst         | stemmers/opkomst         | stemmers/opkomst         | stemmers/opkomst         | 44.979.151               | 80,69%                   |
| Registreerde stemmers    | Registreerde stemmers    | Registreerde stemmers    | Registreerde stemmers    | 55.739.911               | 100,00%                  |

## Lokale verkiezingen

### Huis van Afgevaardigden
Naast de landelijke verkiezingen waren er op 9 mei 2016 ook verkiezingen op lokaal niveau. Zo konden kiezers van elke diesdistrict een stem uitbrengen voor hun afgevaardigde in het Filipijns Huis van Afgevaardigden. In 37 districten had zich maar een kandidaat ingeschreven voor de verkiezingen. De meest prominent kandidaat zonder tegenstander was voormalig president Gloria Macapagal-Arroyo, die vanuit gevangenschap een gooi deed naar een derde termijn als afgevaardigde van het 2e kiesdistrict van Pampanga. Naast de 234 districtsafgevaardigden werd er ook gekozen voor de zogenaamde partijlijst afgevaardigden. Dit zijn afgevaardigden die niet een bepaald kiesdistrict, maar een bepaalde sector in de samenleving vertegenwoordigen. In de Filipijnse wetgeving is bepaald dat de verhouding van sector vertegenwoordigers en districtsvertegenwoordigers maximaal een op vier is. Dat wil zeggen dat er bij deze verkiezingen maximaal 58 partijlijst afgevaardigden in het Huis gekozen konden worden. Partijen kunnen maximaal drie zetels winnen. De tabellen hieronder vermelden alle gekozen leden van het Filipijns Huis van Afgevaardigden die plaats zullen nemen in het 17e Filipijns Congres.

### gouverneursverkiezingen
Op provinciaal niveau kon gekozen worden voor de posities van gouverneur, vicegouverneur en de leden van provinciale raden. In 13 provincies konden kiezers hun stem slechts op 1 gouverneurskandidaat uitbrengen. De tabel hieronder vermeld alle gekozen gouverneurs en vicegouverneurs voor de 81 provincies.
| Gouverneursverkiezingen 2016 | Gouverneursverkiezingen 2016 | Gouverneursverkiezingen 2016 | Gouverneursverkiezingen 2016 | Gouverneursverkiezingen 2016 | Gouverneursverkiezingen 2016 | Gouverneursverkiezingen 2016 |
| Provincie                    | Gouverneur                   | Partij                       | Partij                       | Vicegouverneur               | Partij                       | Partij                       |
| ---------------------------- | ---------------------------- | ---------------------------- | ---------------------------- | ---------------------------- | ---------------------------- | ---------------------------- |
| Abra                         | Maria Jocelyn Bernos         |                              | NUP                          | Ronald Balao-as              |                              | NUP                          |
| Agusan del Norte             | Angel Amante-Matba           |                              | Liberal Party                | Ramon AG Bungabong           |                              | Liberal Party                |
| Agusan del Sur               | Adolph Plaza                 |                              | NUP                          | Samuel Tortor                |                              | NUP                          |
| Aklan                        | Florencio Miraflores         |                              | Liberal Party                | Reynaldo Quimpo              |                              | Nacionalista Party           |
| Albay                        | Francis Bichara              |                              | Nacionalista Party           | Harold O. Imperial           |                              | Liberal Party                |
| Antique                      | Rhodora Cadiao               |                              | NUP                          | Edgar Denosta                |                              | NUP                          |
| Apayao                       | Elias Bulut jr.              |                              | Liberal Party                | Remy Albano                  |                              | Liberal Party                |
| Aurora                       | Gerardo Noveras              |                              | NPC                          | Rommel Rico Angara           |                              | LDP                          |
| Basilan                      | Hadjiman Salliman            |                              | Liberal Party                | Yusop Alano                  |                              | NPC                          |
| Bataan                       | Albert Garcia                |                              | NUP                          | Enrique Garcia               |                              | NUP                          |
| Batanes                      | Marilou Cayco                |                              | Liberal Party                | Ronald Aguto                 |                              | UNA                          |
| Batangas                     | Hermilando Mandanas          |                              | Onafhankelijk                | Sofronio Leonardo Ona        |                              | NPC                          |
| Benguet                      | Cresencio Pacalso            |                              | Onafhankelijk                | Florence Tingbaoen           |                              | Liberal Party                |
| Biliran                      | Gerardo Espina jr.           |                              | Liberal Party                | Eriberto Tubis jr.           |                              | Liberal Party                |
| Bohol                        | Edgardo Chatto               |                              | Liberal Party                | Dionisio Balite              |                              | PDP-Laban                    |
| Bukidnon                     | Jose Maria Zubiri            |                              | BPP                          | Rogelio Quiño                |                              | BPP                          |
| Bulacan                      | Wilhelmino Sy-Alvarado       |                              | Liberal Party                | Daniel R. Fernando           |                              | Liberal Party                |
| Cagayan                      | Manuel Mamba                 |                              | Liberal Party                | Boy Vargas                   |                              | UNA                          |
| Camarines Norte              | Edgardo Tallado              |                              | NPC                          | Jonah Pedro G. Pimentel      |                              | NPC                          |
| Camarines Sur                | Miguel Villafuerte           |                              | Nacionalista Party           | Fortunato Peña               |                              | Liberal Party                |
| Camiguin                     | Maria Luisa Romualdo         |                              | Liberal Party                | James Ederango               |                              | Liberal Party                |
| Capiz                        | Antonio del Rosario          |                              | Liberal Party                | Esteban Evan Contreras II    |                              | Liberal Party                |
| Catanduanes                  | Joseph Cua                   |                              | UNA                          | Shirley Abundo               |                              | NPC                          |
| Cavite                       | Jesus Crispin Remulla        |                              | UNA                          | Ramon Jolo Revilla           |                              | Lakas–CMD                    |
| Cebu                         | Hilario Davide III           |                              | Liberal Party                | Agnes Magpale                |                              | Liberal Party/BAKUD          |
| Compostela Valley            | Jayvee Uy                    |                              | Liberal Party                | Manuel E. Zamora             |                              | Liberal Party                |
| Cotabato                     | Emmylou Taliño-Mendoza       |                              | Liberal Party                | Gregorio T. Ipong            |                              | Liberal Party                |
| Davao Occidental             | Claude Bautista              |                              | NPC                          | Franklin Bautista            |                              | Liberal Party                |
| Davao Oriental               | Nelson Dayanghirang          |                              | Liberal Party                | Niño Sotero Uy               |                              | Liberal Party                |
| Davao del Norte              | Antonio Rafael del Rosario   |                              | Liberal Party                | Alan Dujali                  |                              | Onafhankelijk                |
| Davao del Sur                | Douglas Cagas                |                              | Nacionalista Party           | Aileen Almendras             |                              | NPC                          |
| Dinagat Islands              | Glenda Ecleo                 |                              | UNA                          | Benglen Ecleo                |                              | UNA                          |
| Eastern Samar                | Conrado Nicart jr.           |                              | Liberal Party                | Marcelo Ferdinand Picardal   |                              | Liberal Party                |
| Guimaras                     | Samuel Gumarin               |                              | Liberal Party                | Edward Gando                 |                              | Liberal Party                |
| Ifugao                       | Pedro Mayam-o                |                              | Liberal Party                | Jose Jordan Gullitiw         |                              | Onafhankelijk                |
| Ilocos Norte                 | Imee Marcos                  |                              | Nacionalista Party           | Angelo Marcos Barba          |                              | Nacionalista Party           |
| Ilocos Sur                   | Luis Singson                 |                              | Nacionalista Party           | Jeremias Singson             |                              | Nacionalista Party           |
| Iloilo                       | Arthur Defensor sr.          |                              | Liberal Party                | Junjun Tupas                 |                              | Liberal Party                |
| Isabela                      | Faustino Dy III              |                              | NPC                          | Antonio Albano               |                              | UNA                          |
| Kalinga                      | Jocel Baac                   |                              | Liberal Party                | James Edduba                 |                              | Lakas                        |
| La Union                     | Francisco Emmanuel Ortega    |                              | Onafhankelijk                | Aureo Augusto Nisce          |                              | Liberal Party                |
| Laguna                       | Ramil Hernandez              |                              | Nacionalista Party           | Katherine Agapay             |                              | Nacionalista Party           |
| Lanao del Norte              | Imelda Dimaporo              |                              | Liberal Party                | Maria Cristina Atay          |                              | Liberal Party                |
| Lanao del Sur                | Bedjoria Soraya Adiong       |                              | Liberal Party                | Mamintal Adiong              |                              | Liberal Party                |
| Leyte                        | Leopoldo Dominico Petilla    |                              | Liberal Party                | Carlo Loreto                 |                              | Liberal Party                |
| Maguindanao                  | Esmael Mangudadatu           |                              | Liberal Party                | Lester Sinsuat               |                              | Liberal Party                |
| Marinduque                   | Carmencita Reyes             |                              | Liberal Party                | Romulo Bacorro               |                              | Liberal Party                |
| Masbate                      | Antonio Kho                  |                              | Nacionalista Party           | Jo Kristine Revil            |                              | NUP                          |
| Misamis Occidental           | Herminia Ramiro              |                              | NUP                          | Aurora Virginia Almonte      |                              | Liberal Party                |
| Misamis Oriental             | Yevgeny Vincente Emano       |                              | Padayon Pilipino             | Jose Mari Pelaez             |                              | UNA                          |
| Mountain Province            | Leonard Mayaen               |                              | onafhankelijk                | Bonifacio Lacwasan jr.       |                              | Onafhankelijk                |
| Negros Occidental            | Alfredo Marañon jr.          |                              | United Negros Alliance       | Eugenio Jose Lacson          |                              | NPC                          |
| Negros Oriental              | Roel Degamo                  |                              | NUP                          | Edward Mark Macias           |                              | Liberal Party                |
| Northern Samar               | Jose Ong jr.                 |                              | NUP                          | Gary Lavin                   |                              | NUP                          |
| Nueva Ecija                  | Czarina Umali                |                              | Liberal Party                | Gay Padiernos                |                              | Liberal Party                |
| Nueva Vizcaya                | Carlos Padilla               |                              | Nacionalista Party           | Epifanio Lamberto Galima     |                              | Nacionalista Party           |
| Occidental Mindoro           | Mario Gene Mendiola          |                              | Liberal Party                | Peter Alfaro                 |                              | Liberal Party                |
| Oriental Mindoro             | Alfonso Umali jr.            |                              | Liberal Party                | Humerlito Dolor              |                              | Liberal Party                |
| Palawan                      | Jose Alvarez                 |                              | Liberal Party                | Victorino Dennis Socrates    |                              | PPP                          |
| Pampanga                     | Lilia Pineda                 |                              | KAMBILAN                     | Dennis Pineda                |                              | NPC                          |
| Pangasinan                   | Amado Espino                 |                              | Aksyon Demokratiko           | Jose Ferdinand Calimlim      |                              | Aksyon Demokratiko           |
| Quezon                       | David Suarez                 |                              | NUP                          | Samuel Nantes                |                              | Liberal Party                |
| Quirino                      | Junie Cua                    |                              | Liberal Party                | May G. Calaunan              |                              | Liberal Party                |
| Rizal                        | Rebecca Ynares               |                              | NPC                          | Reynaldo San Juan            |                              | Liberal Party                |
| Romblon                      | Eduardo Firmalo              |                              | Liberal Party                | Jose Riano                   |                              | Liberal Party                |
| Samar                        | Sharee Ann Tan               |                              | NPC                          | Stephen James Tan            |                              | Nacionalista Party           |
| Sarangani                    | Steve Solon                  |                              | PCM                          | Elmer de Peralta             |                              | PCM                          |
| Siquijor                     | Zaldy Villa                  |                              | Liberal Party                | Mei Ling Quezon              |                              | Liberal Party                |
| Sorsogon                     | Robert Ante Rodrigueza       |                              | Liberal Party                | Ma. Ester Hamor              |                              | Onafhankelijk                |
| South Cotabato               | Daisy Fuentes                |                              | NPC                          | Vicente de Jesus             |                              | Liberal Party                |
| Southern Leyte               | Christopherson Yap           |                              | Liberal Party                | Jessica Marie Pano           |                              | Liberal Party                |
| Sultan Kudarat               | Pax Pakung Mangudadatu       |                              | AKMA-PTM                     | Raden Sakaluran              |                              | AKMA-PTM                     |
| Sulu                         | Abdusakur Tan                |                              | Liberal Party                | Nurunisah Tan                |                              | Liberal Party                |
| Surigao del Norte            | Sol Matugas                  |                              | Liberal Party                | Arturo Carlos A. Egay jr.    |                              | Liberal Party                |
| Surigao del Sur              | Vicente Pimentel             |                              | Liberal Party                | Manuel O. Alameda sr.        |                              | Liberal Party                |
| Tarlac                       | Susan Sulit                  |                              | NPC                          | Carlito David                |                              | NPC                          |
| Tawi-Tawi                    | Rashidin Matba               |                              | NUP                          | Michail Ahaja                |                              | NUP                          |
| Zambales                     | Amor Deloso                  |                              | Onafhankelijk                | Angel Magsaysay              |                              | Onafhankelijk                |
| Zamboanga del Norte          | Roberto Uy                   |                              | Liberal Party                | Senen Angeles                |                              | Liberal Party                |
| Zamboanga del Sur            | Antonio Cerilles             |                              | NPC                          | Ace William Cerilles         |                              | Liberal Party                |
| Zamboanga Sibugay            | Wilter Palma                 |                              | Liberal Party                | Eldwin Alibutdan             |                              | Liberal Party                |